# Numidia
Numidia (202-25 î.C.) a fost un regat berber din Nordul Africii care mai târziu a alternat între a fi o provincie Romană și un stat clientelar roman și care nu mai există în zilele noastre. Numidia era localizată în partea estică a actualei granițe a Algeriei, învecinată cu provincia romană Mauretania (granița de vest a actualei Algerii) în partea vestică, cu provincia romană Africa (Tunisia de astăzi) în partea estică, Marea Mediterană la nord și Deșertul Sahara în sud. Locuitorii erau numiți numidieni.

## Istorie

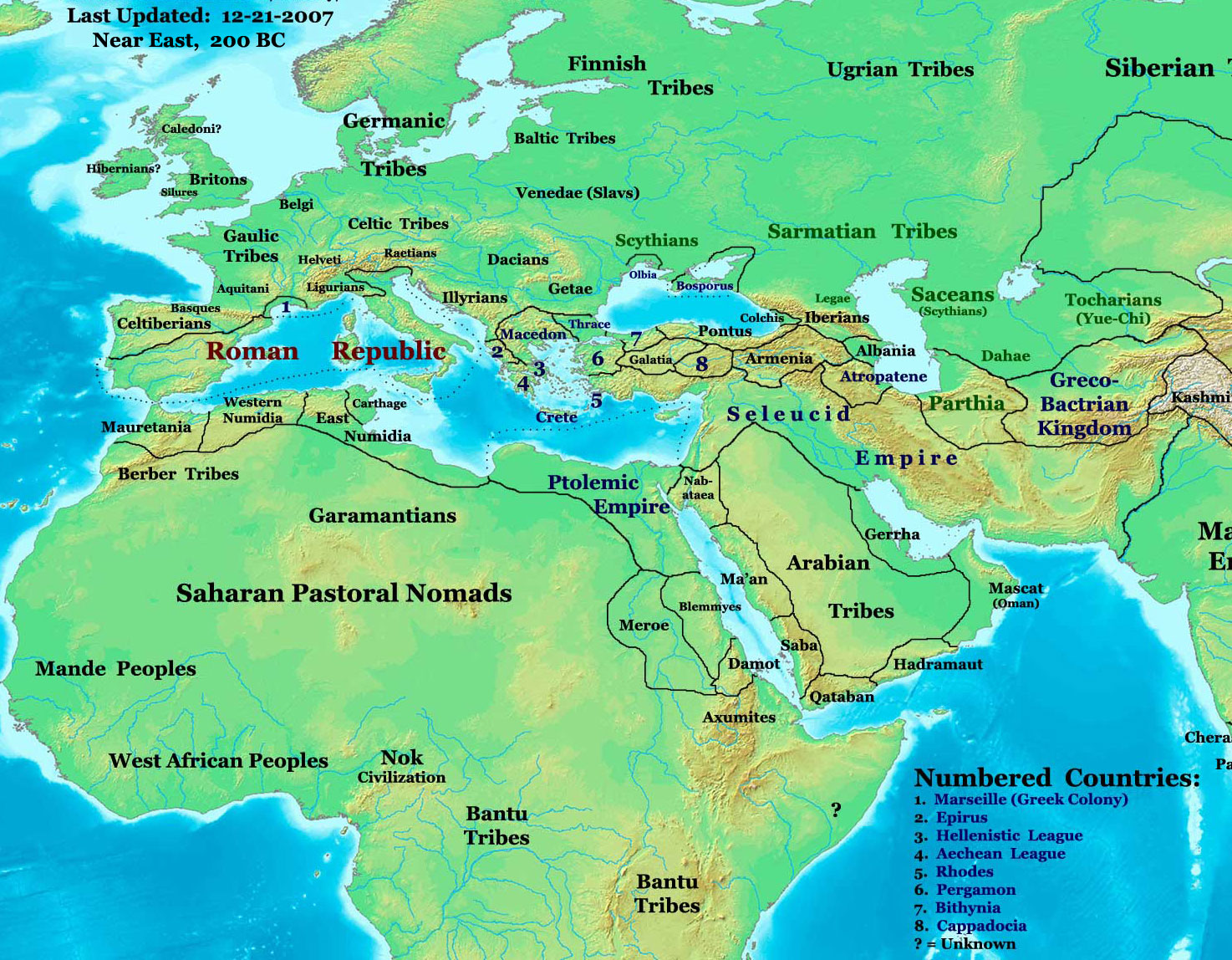
Lumea în anii 200 î.Hr.

Numele de Numidia a fost pentru prima oară folosit de Polybius și de alți istorici în timpul secolului al III-lea î.hR. pentru a indica teritoriul aflat la vest de Cartagina, inclusiv întregul Maghreb până la râul Mulucha (Muluya), la aproximativ 160 km vest de Oran. Numidienii erau formați din două mari grupuri tribale: Massyli în Numidia de est, și Mutigiti în vest.